# بالگردگاه سیندر بیوت
بالگردگاه سیندر بیوت (به انگلیسی: Cinder Butte Heliport) یک فرودگاه خصوصی است. این فرودگاه در کشور ایالات متحده آمریکا قرار دارد و در ارتفاع ۸۹۹ متری از سطح دریا واقع شده‌است.